# Gare de Nōgata
Ne doit pas être confondu avec gare de Nogata.
La gare de Nōgata (直方駅, Nōgata-eki) est une gare ferroviaire de la ville de Nōgata, dans la préfecture de Fukuoka au Japon. Elle est exploitée par les compagnies JR Kyushu et Heisei Chikuho Railway.

## Situation ferroviaire
La gare de Nōgata est située au point kilométrique (PK) 24,8 de la ligne principale Chikuhō. Elle marque le début de la ligne Ita.

## Histoire
La gare a été inaugurée le 30 août 1891.

## Service des voyageurs

### Accueil
La gare dispose d'un bâtiment voyageurs ouvert tous les jours, avec des guichets et des automates pour l'achat de titres de transport.

### Desserte

#### JR Kyushu
- Ligne principale Chikuhō (Ligne Fukuhoku Yutaka) :
  - voies 1 et 2 : direction Shin-Iizuka et Hakata
  - voies 3 et 4 : direction Orio et Kurosaki

#### Heisei Chikuho Railway
- Ligne Ita :
  - voies 1 et 2 : direction Tagawa-Ita et Tagawa-Gotōji

### Intermodalité
La gare de Chikuhō-Nōgata, terminus de la ligne Chikuho Electric Railroad, est situé à environ 600 m au nord de la gare.